# Duệ Vương (shogi)
Duệ Vương (叡王 Eiō) là danh hiệu lớn thứ tám trong số tám danh hiệu lớn của giới shogi chuyên nghiệp Nhật Bản. Giải đấu tranh danh hiệu này là Duệ Vương Chiến (叡王戦 Eiō-sen) do Công ty Cổ phần Fujiya cùng Liên đoàn Shogi Nhật Bản chủ trì. Vốn được tổ chức từ năm 2015 dưới sự chủ trì của Công ty Cổ phần Dwango với tư cách là giải đấu chính thức không danh hiệu, giải đấu này đã được nâng lên thành giải danh hiệu từ năm 2017 (kỳ 3) để trở thành giải danh hiệu thứ tám.